# Megadytes ducalis
Megadytes ducalis је инсект из реда тврдокрилаца (Coleoptera) и породице гњураца (Dytiscidae). 

## Распрострањење
Врста је пре изумирања живела у Бразилу.

## Станиште
Раније станиште врсте су била слатководна подручја.

## Угроженост
Ова врста је наведена као изумрла, што значи да нису познати живи примерци.